# Spodnja Polskava
Spodnja Polskava je naselje z nekaj več kot 900 prebivalci in sedež istoimenske krajevne skupnosti v Občini Slovenska Bistrica, ki stoji v nižinski in ravninski pokrajini med Pohorjem in Bočem. Leži na Štajerskem in je del Podravske statistične regije. 

## Zgodovina
Neposredna bližina naselja je bila poseljena že v neolitiku, o čemer pričajo številne arheološke najdbe. V času Rimljanov je v bližini tekla cesta Celeia-Poetovio, obstaja pa tudi možnost o stalni poselitvi v manjšem obsegu. Slovani so se v polskavski svet začeli naseljevati v zadnji tretjini 6. stoletja. 
Ime Polskava je prvič omenjeno 1164 in izvira iz imena bližnjega potoka, ki je v spodnjem toku tekel polzeče počasi (polzeče - Pulzka - Polskava). Takrat je bil lastnik majhne vasi Dolnje Polskave Riher I. Polskavski, njegov naslednik pa je 1249 dosegel samostojnost polskavske župnije s cerkvijo, posvečeno svetemu Štefanu. Proti koncu 15. stoletja so na Polskavsko prvič vdrli otomanski Turki. V enem od teh pustošenj so se domačini s pomočjo prebivalcev Slovenske Bistrice uspešno obranili. Leta 1887 je bilo ustanovljeno prostovoljno gasilsko društvo.
Različna zgodovinska imena Polskave z letnicami uporabe: Pulzcau (1207), Pusskawa (1306), Pulezkaw (1402), Polczkaw (1436), Puskava (1654), Pulskavia (1751), Poskava (1798), Pulsgava (1822), Polskaeva (1850), Poljskavlja (1876), Poliskava (1915) in končno Polskava (1947).

## Prireditve
Tekom leta se na Spodnji Polskavi izvaja več tradicionalnih prireditev, med katerimi najbolj izstopata pustna povorka in Spodnjepolskavsko poletje. V pustni povorki sodelujejo številne skupinske maske iz sosednjih vasi. Gre za tradicionalne maske, npr. vlečenje klade, rusa, ali pa satirične in posmehljive maske, ki predstavljajo aktualno stanje. Pridružijo se še otroci iz vrtca in osnovne šole ter godba na pihala. Prvi konec tedna v mesecu avgustu prebivalci praznujejo svoj krajevni praznik. Pripravijo različne prireditve: koncerte, gledališke predstave, gasilski manever, blagoslov v farni cerkvi svetega Štefana ter razne športne in zabavne prireditve.

## Pomembnejši objekti
V naselju stoji cerkev sv. Štefana, ki je bila zgrajena v 16. stoletju in barocizirana v 17. stoletju. V bližini vasi se nahaja tudi renesančni dvorec Frajštajn, ki je bil zgrajen okrog leta 1570.

## Znane osebnosti
- Anton Ingolič, pisatelj, profesor in urednik
- Štefan Sagadin, pravnik
- Ivan Žagar, inženir in politik
- Žan Jevšenak, nogometaš